# Evedal
Evedal är ursprungligen en brunnsort, belägen vid Helgasjön, sex kilometer norr om Växjö. Bebyggelsen ingår i småorten Evedal och Hultet.
Orten har en badstrand med ett tio meter högt hopptorn. Vid badet ligger ett två restauranger, ett vandrarhem, en småbåtshamn och en campingplats samt Sjöräddningssällskapets Räddningsstation Kronoberg.

## Historik
Området tillhörde Kronobergs kungsgård. Vid torpet Fällorna upptäcktes 1705 en vattenkälla, och kort därefter blev området en populär brunnsort. Källen innehöll järn- och kolsyrehaltigt vatten som även var rikt på svavelväten. År 1799 trängde vattnet från Helgasjön in i källan som låg i sjökanten, varefter källan blev obrukbar. I stället hittades då två nya källor, en starkare två-tre hundra meter österut som kallades Rothmans källa, och en nära den gamla. I samband med detta utvidgades brunnsparken och anläggningen byggdes ut. Samtidigt döptes området till Evedal efter landshövdingen Mörners hustru.
Under 1800-talet utvidgades anläggningen för bad, bland annat olika gyttjebad. Gyttjan hämtades från Gölen ett par kilometer från Evedal. Anläggningen besöktes bland annat av Esaias Tegnér 1844, då han sökte bot för sitt onda ben. Smalspåret Växjö-Klavreström drogs förbi år 1895, så att man från Växjö snabbt och enkelt kunde ta sig ut till Evedal, som nu blev Växjöbornas stora sommarnöje. En utedansbana anlades, och i samband med det tillkom sommarhus vid stranden. Brunnsanläggningen testamenterades 1896 av handlaren Lars Johan Brandt till Växjö stad, som 1907 köpte kringliggande marker av kronan. Badorten förlorade i popularitet på 1920-talet och den senast uppförda brunnsrestaurangen revs på 1950-talet.

## Bildgalleri

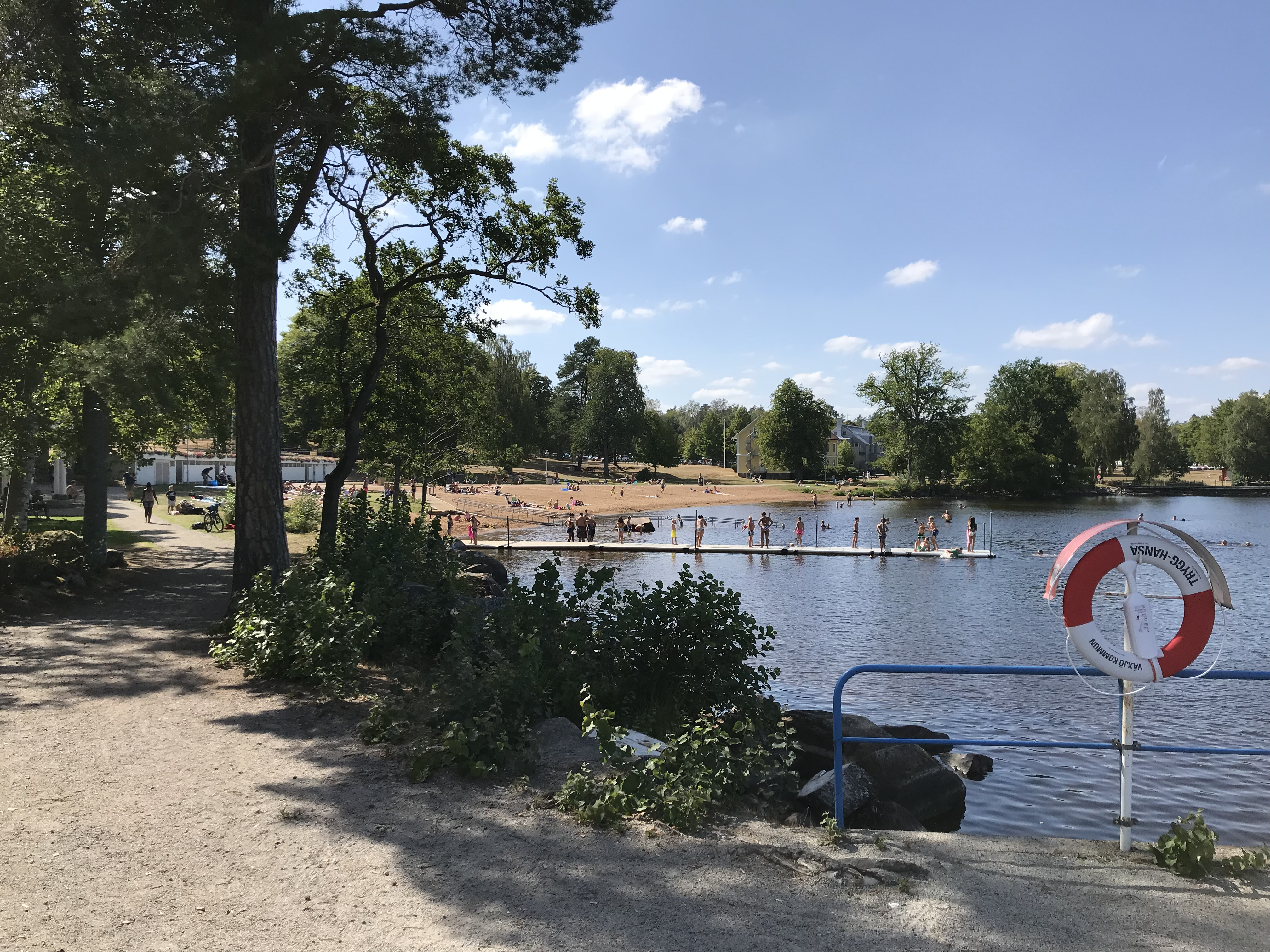
Evedalsbadet vid Helgasjön, Växjö, i augusti 2018.
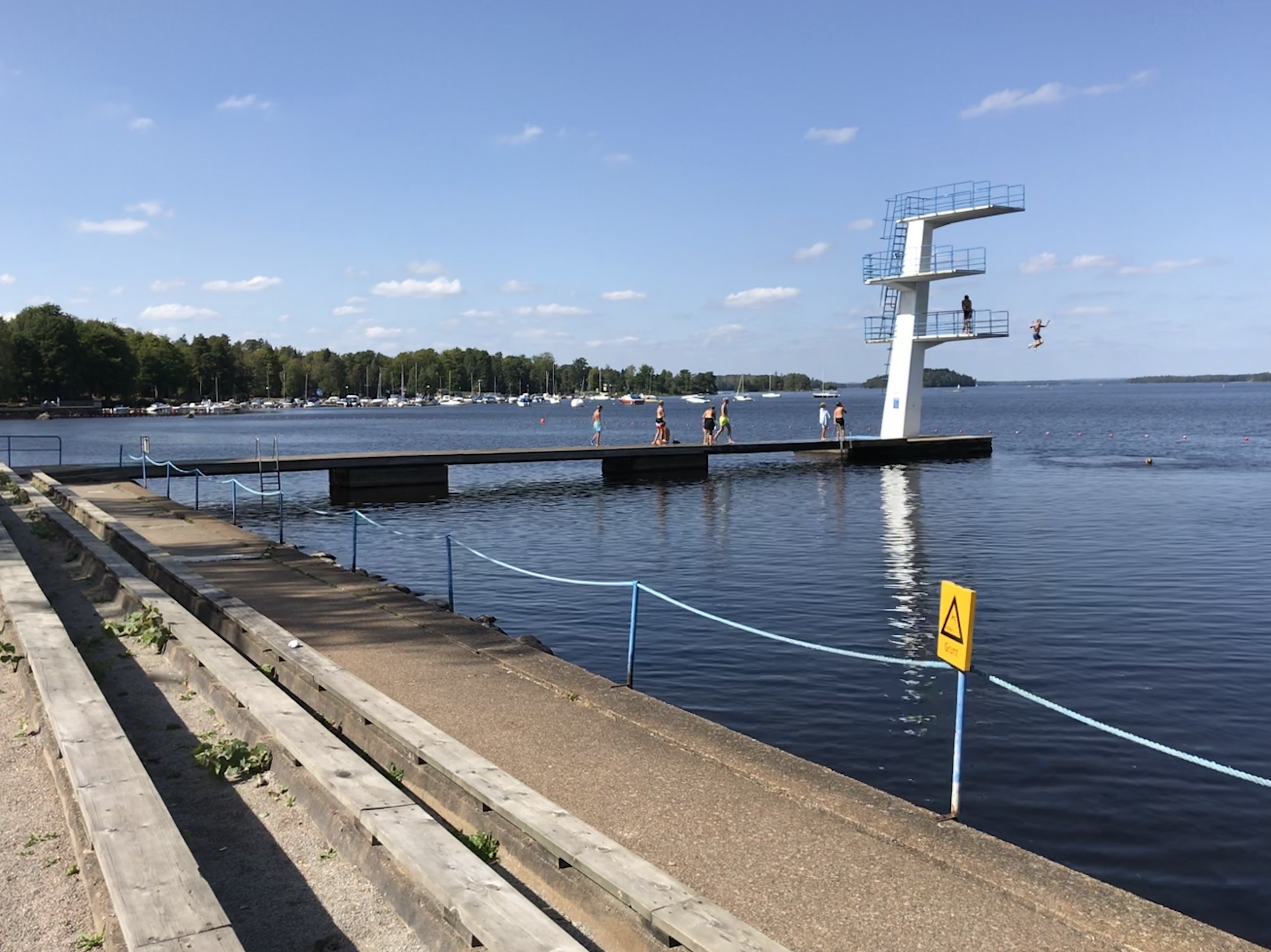
Hopptornet vid Evedals bad i Helgasjön, Växjö, i augusti 2018.
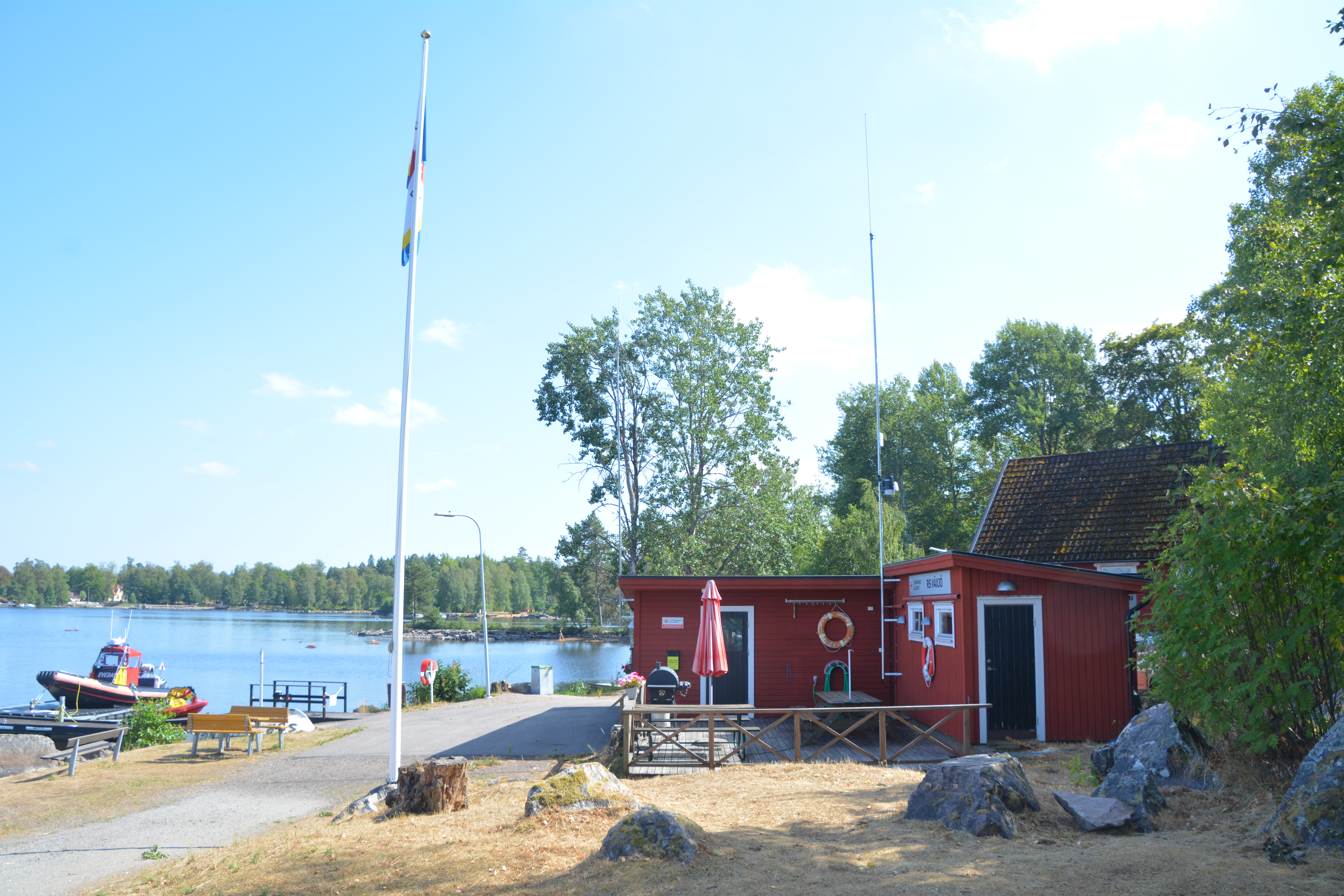
Räddningsstation Kronoberg
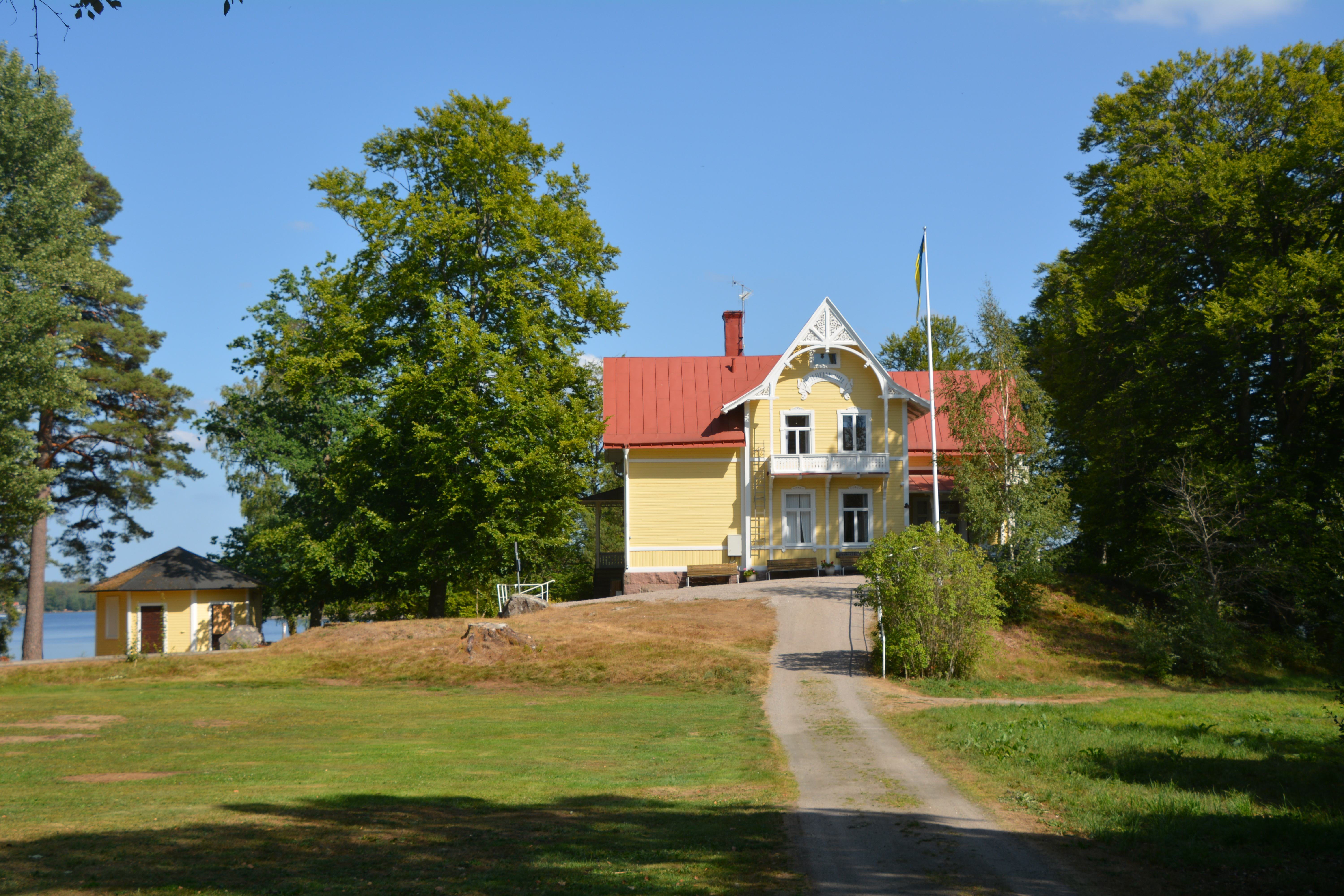
Wilhelmshill